# Podhajczyki (rejon samborski)
Podhajczyki (ukr. Підгайчики) – wieś na Ukrainie w rejonie samborskim obwodu lwowskiego.
Znajduje się tu przystanek kolejowy 39 km, położony na linii Obroszyn – Sambor.

## Historia
Pod koniec XIX w. wieś w powiecie rudeckim.

## Urodzeni
- Felicja Żurowska
- Józef Żurowski